# Batrachomoeus occidentalis
Batrachomoeus occidentalis är en fiskart som beskrevs av Hutchins, 1976. Batrachomoeus occidentalis ingår i släktet Batrachomoeus och familjen paddfiskar. Inga underarter finns listade.

## Bildgalleri

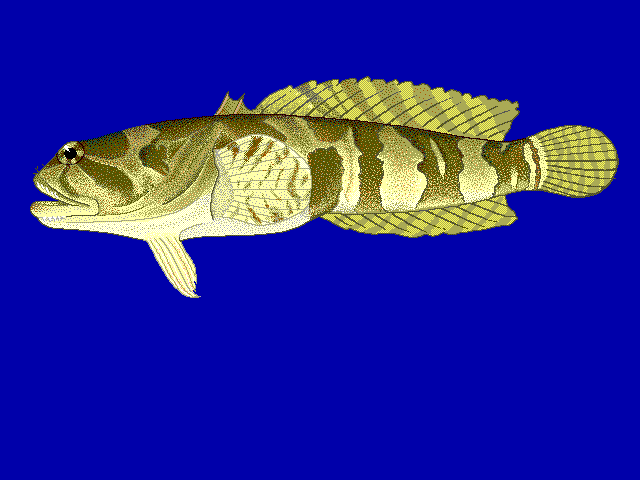